# Marie-Jeanne Philippe
Marie-Jeanne Philippe (née le 14 mai 1948 à Épinal) est une chimiste française.
Elle est spécialiste de chimie minérale et de métallurgie.

## Carrière
Ayant obtenu son doctorat de troisième cycle et un doctorat d'État, Marie-Jeanne Philippe devient, en 1987, professeur à l'université de Metz (spécialité Métallurgie). Elle occupe la charge de vice-présidente du conseil scientifique de la même université (1992-1997), avant de diriger l'institut supérieur de génie mécanique, puis, en 1998, assure la présidence de l'université.
En 2002, elle est nommée rectrice de l'académie de Poitiers, un poste qu'elle occupe jusqu'à 2004, date à laquelle elle est appelée au Ministre français de l'éducation nationale, en tant que directrice adjoint du cabinet auprès de Luc Ferry (puis, très rapidement, de François Fillon). En 2006, elle devient directrice déléguée au partenariat avec les établissements d’enseignement supérieur du CNRS, avant de devenir, en 2007, rectrice de l'académie de Besançon, un poste qu'elle occupe trois ans. Puis, en mars 2010, elle prend en charge l'académie de Lille, dont elle démissionne en septembre 2012,.
Elle a également présidé le comité de pilotage interministériel pour l'égalité entre les filles et les garçons dans le système éducatif.

## Décorations
- Chevalière de la Légion d'honneur
- Commandeure de l'ordre national du Mérite Elle a été promue commandeure par décret du 2 mai 2012[4].
- Commandeure de l'ordre des Palmes académiques